# Keith Parkinson
Keith Parkinson (* 22. Oktober 1958; † 26. Oktober 2005) war ein US-amerikanischer Fantasy-Maler. Parkinson machte 1980 seinen Abschluss an der Kendall School of Design und erhielt seine erste Anstellung bei Advertising Posters, die Grafiken für Videospiele erstellt haben. Danach war er fünf Jahre lang bei TSR, wo er zusammen mit Larry Elmore das Aussehen von AD&D maßgeblich geprägt hat. Später hat er sieben Jahre lang als freischaffender Künstler viele Buchcover gemalt. 2000 erstellte er das Artwork für THQ und Sonys EverQuest. Seit April 2002 war er Mitgründer und Art Director bei Sigil Games Online. Er lebte in Südkalifornien. Parkinson starb am 26. Oktober 2005 nach 16 Monaten Krankheit an Leukämie und hinterließ seine Ehefrau Donna und zwei Kinder.

## Auszeichnungen
- "back to back Chesley Award" für die beste Buchillustration 1988 und 1989